# ادا آلبرتینی
اِدا آلبرتینی (ایتالیایی: Edda Albertini؛ ۲۱ مه ۱۹۲۶ – ۱۴ ژانویه ۱۹۸۸) بازیگر اهل ایتالیا بود.
از فیلم‌ها یا برنامه‌های تلویزیونی که وی در آن نقش داشته است، می‌توان به تمام رم در برابر او لرزید اشاره کرد.